# Jürg Steiner

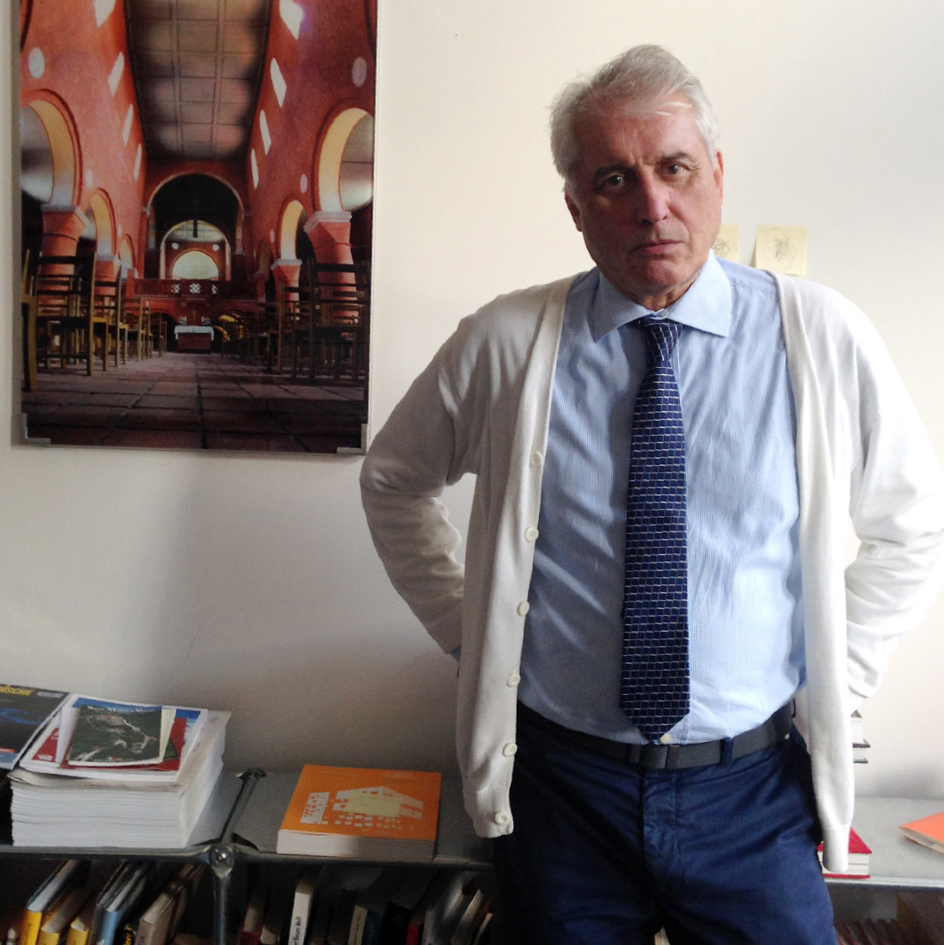
Jürg Steiner

Jürg Steiner (* 13. April 1950 in Zürich) ist ein Schweizer Architekt, Ausstellungs-, Produkt- und Lichtgestalter. Er war von 2000 bis 2015 Universitätsprofessor für Ausstellungs- und Messe-Design an der Bergischen Universität Wuppertal. Jürg Steiner ist verheiratet und ist Vater von drei Kindern.

## Leben
Jürg Steiner hat den Beruf des Theatertechnikers in München, Genf und Berlin erlernt. 1977 absolvierte er seine Theatermeisterprüfung und war anschließend Technischer Leiter an zwei Theatern in Berlin.
1980 begann Steiner mit seiner Tätigkeit als freischaffender Ausstellungs- und Lichtgestalter. Er hat Ausstellungen, Kunst- und Verkaufsausstellungen unter anderem in der Orangerie des Schlosses Charlottenburg, im Martin-Gropius-Bau, an den Staatlichen Museen Berlin, in Europa und Übersee realisiert.
1981 legte er mit Erfolg die Prüfung zum amtlich befähigten Beleuchtungsmeister ab. 1992 wurde er in die Architektenkammer Berlin aufgenommen und 1996 in den Bund Deutscher Architekten berufen. 
1986 gründete Steiner die Museumstechnik GmbH und 1991 die System 180 GmbH, die das von ihm 1981 erfundene System 180© produziert, weiterentwickelt und vertreibt.
Im Jahr 2000 wurde er als Professor an den Lehrstuhl für Ausstellungs- und Messedesign im Studiengang Kommunikationsdesign der Bergischen Universität Wuppertal berufen. Seit 2015 lebt er wieder in Berlin und leitet die Steiner Architektur-GmbH.

## Ausstellungen und Ausstellungsplanungen (Auswahl)
- 2019 Industriemuseum in Stadt Menden – Gut Rödinghausen Dauerausstellung und Lichtplanung
- 2018 Thietmars Welt. Ein Merseburger Bischof schreibt Geschichte, CuriaNova und Dom Merseburg
- 2017 Dialog der Konfessionen – Bischof Julius Pflug und die Reformation Schloss Moritzburg, Zeitz
- 2015 1000 Jahre Kaiserdom Merseburg, Schloss und Dom Merseburg
- 2014 Mitten in Europa. Die Rhein-Ruhr-Region und der Erste Weltkrieg, Kokerei Zollverein, Essen
- 2012 Landesausstellung Saarland, ehemaliges Bergwerk Reden
- 2011 Der Naumburger Meister – Bildhauer und Architekt im Europa der Kathedralen, fünf Ausstellungsorte in Naumburg/Saale
- 2010 Neugestaltung der Ausstellungsfläche im Willibrordi-Dom, Wesel, Dauerausstellung
- 2010 Sanierung des Wintergartens, Zucker-Museum Berlin
- 2010 Wettbewerbsbeitrag Zitadelle Spandau, Berlin, Ausstellungs- und Sanierungsentwurf, zusammen mit Autzen und Reimers
- 2010 Das große Spiel. Kohlenwäsche Zeche Zollverein Essen, Wechselausstellung
- 2010 Alte Synagoge Essen, Dauerausstellung
- 2009 Musealisierung als Zivilisationsstrategie. Temporäre Kunsthalle Berlin, Symposium
- 2009 Duell – Der Streit um den Wiederaufbau der Burg Altena. Wechselausstellung
- 2009 Museum für Naturkunde der Stadt Dortmund, Bestandsanalyse und Konzeption
- 2008 Sculptura – European Sculpture Fair. Berlin, Messe
- 2008 Schloss Hohenlimburg, Hagen-Hohenlimburg, Museologisches Gutachten
- 2007 Alfried Krupp von Bohlen und Halbach-Stiftung. Villa Hügel, Essen, Dauerausstellung
- 2006 Bazon Brocks Lustmarsch. Wanderausstellung an 11 Orten
- 2006 Industriemuseum Luisenhütte Balve-Wocklum. Dauerausstellung
- 2006 Brauereimuseum Dortmund, Gestaltung der Dauerausstellung
- 2005 Auftritt einer Kulturlandschaft. Renaissance-Tiergarten Raesfeld, Dauerausstellung

## Architektur (Auswahl)
- 2022 "Höhlenblick" und Turmbauwerk Fundstelle des Neandertalers, Neanderthal Museum, Mettmann
- 2017 Gelehrtenzimmer im Torhaus des Schlosses Moritzburg, Zeitz
- 2016 Showroom von System 180, Berlin-Adlershof
- 2016 Masterplan der Fundstelle des Neanderthalers
- 2014 Berlin-Westend, Heerstraße 97, Sanierung und Modernisierung
- 2009 Café Freistil im Stadtbad Steglitz, Berlin, Umnutzung und Umbau
- 2007 Deutsches Klingenmuseum, Solingen, Umgestaltung des Foyers
- 2007 Café Victoria, Berlin, Pavillon
- 2005 Erinnerungsstätte am ehemaligen Checkpoint Charlie, Berlin, Entwurf
- 2006 Brauereimuseum Dortmund, Umnutzung von Teilen der Dortmunder Actien Brauerei
- 2005 Ausstellungspavillon Topographie des Terrors, Berlin, Entwurf

## Design (Auswahl)
- 2019 Elektronisches Beschriftungssystem für die Domschatzkammer Naumburg
- 2017 Modulares Gartenequipment System 180
- 2017 Beleuchtungskonzept für museale Werkstätten, LWL-Freilichtmuseum Hagen

## Wettbewerbssiege und Auszeichnungen (Auswahl)
- 2017 Weltenbauer Award[1]
- 2015 Wettbewerb und Raumkonzept für die Einrichtung der Dauerausstellung ›Industriegeschichte Mendens und der Region‹
- 2014 Masterplan der Fundstelle des Neanderthalers
- Auszeichnung mit dem if Product Design Award (Best of Category)[2]
- Auszeichnung mit dem if Product Design Award[3]

## Publikationen (Auswahl)
- Szenografie: Sieben Ausstellungen, Berlin 2020,  ISBN 978-3-7319-1081-7.
- mit Bazon Brock (Hrsg.): Himmel und Erde: Jürg Steiners Vertikalpanoramen sakraler Innenräume. VDG, Verlag und Datenbank für Geisteswissenschaften, Weimar 2010, ISBN 978-3-89739-687-6.
- System 180. Bauwelten: Manifest. Wasmuth, Tübingen/Berlin 2010, ISBN 978-3-8030-0723-0.
- Umnutzen ohne Renovieren. Wuppertal 2007.
- mit Ulrich Borsdorf, Gottfried Korff: Wasser~Fälle. An Rhein und Maas. Bottrop 2002, ISBN 3-89355-240-5. (Hrsg.)
- mit Ulrich Borsdorf, Franz-Josef Brüggemeier: Der Ball ist rund. Klartext, Essen 2000, ISBN 3-88474-882-3.
- Jürg Steiner: Szenische Architektur. Bottrop 2000, ISBN 3-89355-214-6.
- mit Franz-Josef Brüggemeier, Gottfried Korff: unter strom. Witteberg 1999, ISBN 3-933028-29-9.
- mit Ulrich Borsdorf, Gottfried Korff: Sonne, Mond und Sterne. Essen 1999, ISBN 3-89355-194-8. (Hrsg.)
- mit Franz-Josef Brüggemeier, Gottfried Korff: mittendrin – Sachsen-Anhalt in der Geschichte. Wittenberg 1998, ISBN 3-910192-67-X. (Hrsg.)
- museumstechnik. Berlin 1997, ISBN 3-936314-25-X. (Hrsg.)
- mit Ulrich Borsdorf, Franz-Josef Brüggemeier, Gottfried Korff (Hrsg.): Feuer und Flamme. 200 Jahre Ruhrgebiet. Klartext, Essen 1994, ISBN 3-88474-214-0.